# Kikuzo Kisaka
Kikuzo Kisaka (木坂 規矩三 Kisaka Kikuzo?) fue un futbolista japonés que se desempeñaba como delantero.
Kisaka fue elegido para integrar la selección nacional de Japón para los Juegos del Lejano Oriente de 1923. En 1923, Kisaka jugó 2 veces para la selección de fútbol de Japón.

## Trayectoria

### Clubes
| Club     | País  | Año  |
| -------- | ----- | ---- |
| Osaka SC | Japón | ???? |

### Selección nacional
| Selección | País  | Año  |
| --------- | ----- | ---- |
| Absoluta  | Japón | 1923 |

## Estadística de equipo nacional
| Selección de Japón | Selección de Japón | Selección de Japón |
| Año                | Part.              | Goles              |
| ------------------ | ------------------ | ------------------ |
| 1923               | 2                  | 0                  |
| Total              | 2                  | 0                  |